# Biserica de lemn din Marița-Funduri

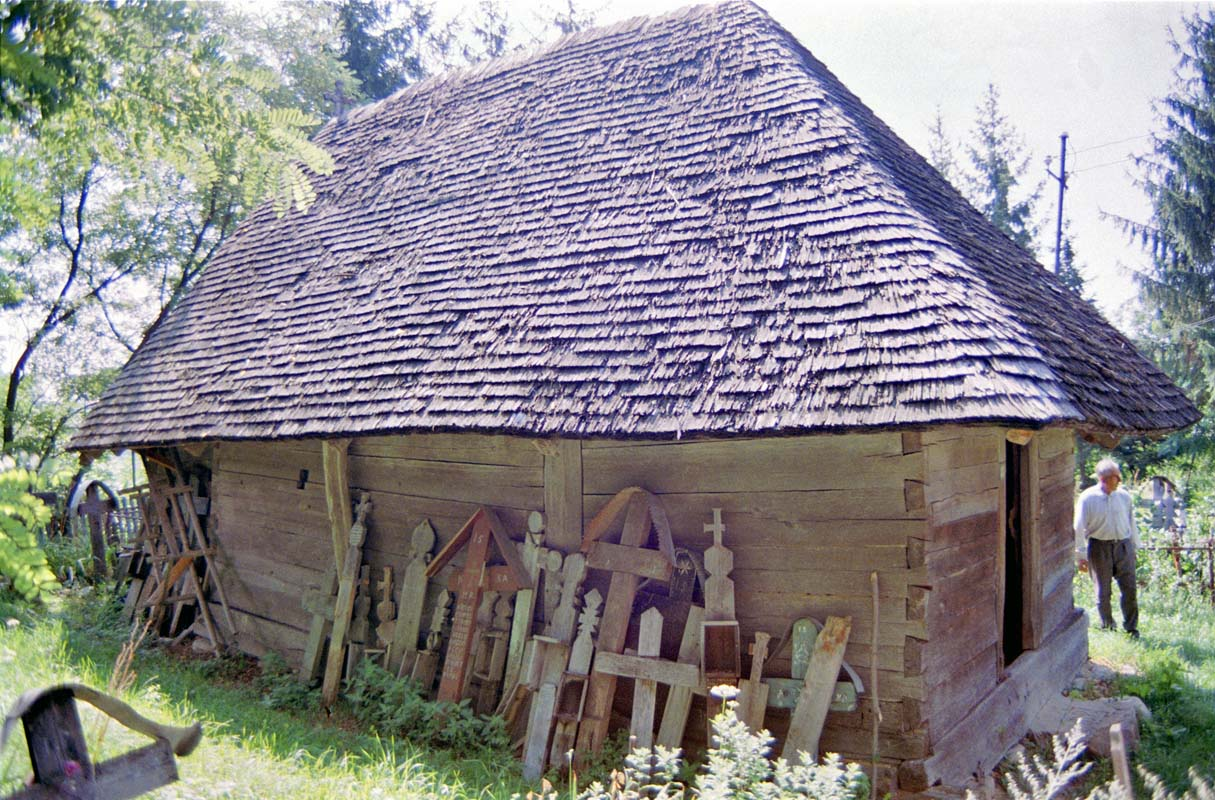
Mariţa, Vâlcea, datată 1556-57, cea mai veche biserică de lemn cunoscută la sud de Carpați. Foto: 2002

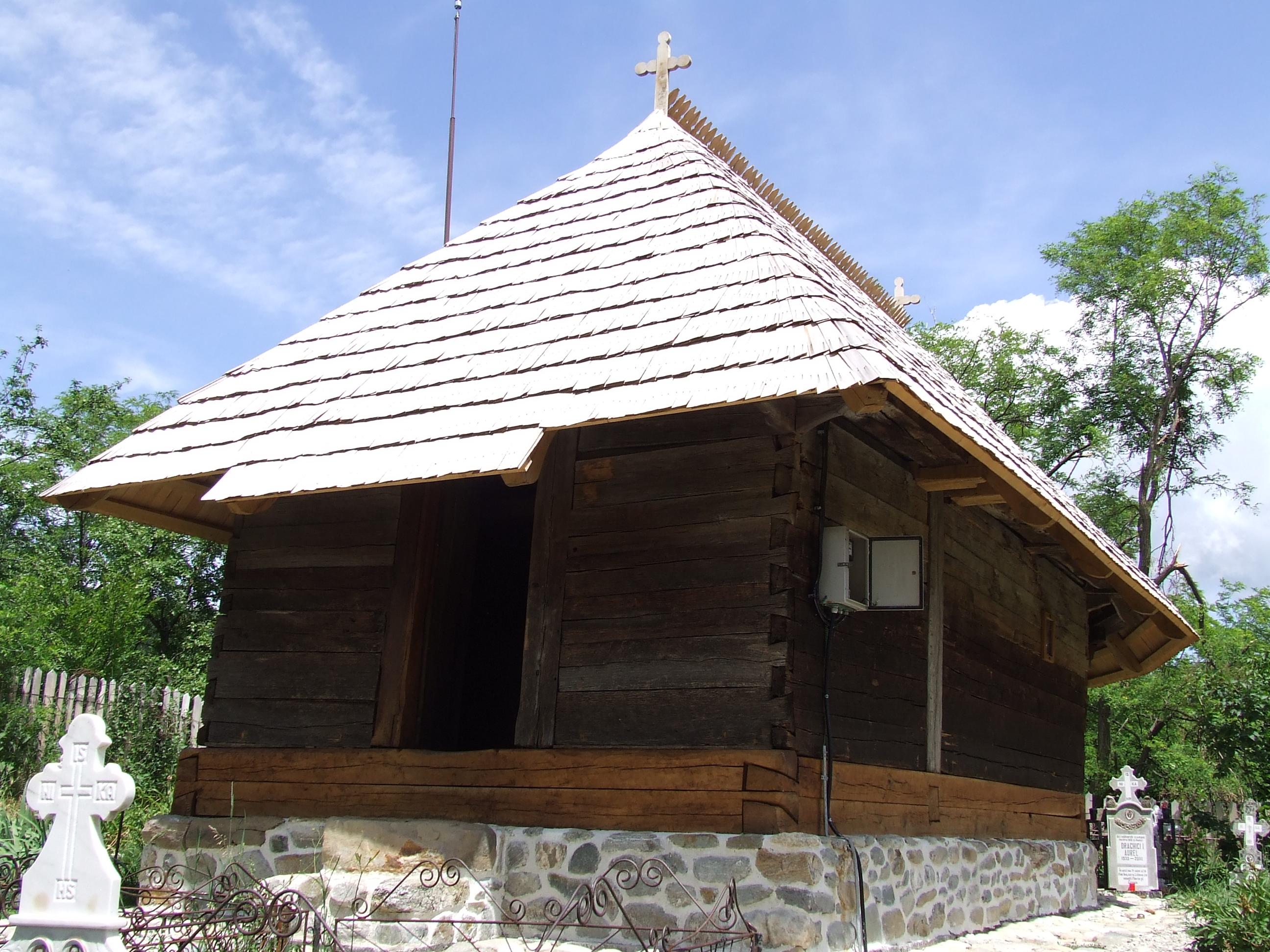
Biserica de lemn din Mariţa, Vâlcea, cătunul Funduri-după restaurare. Foto: 2009

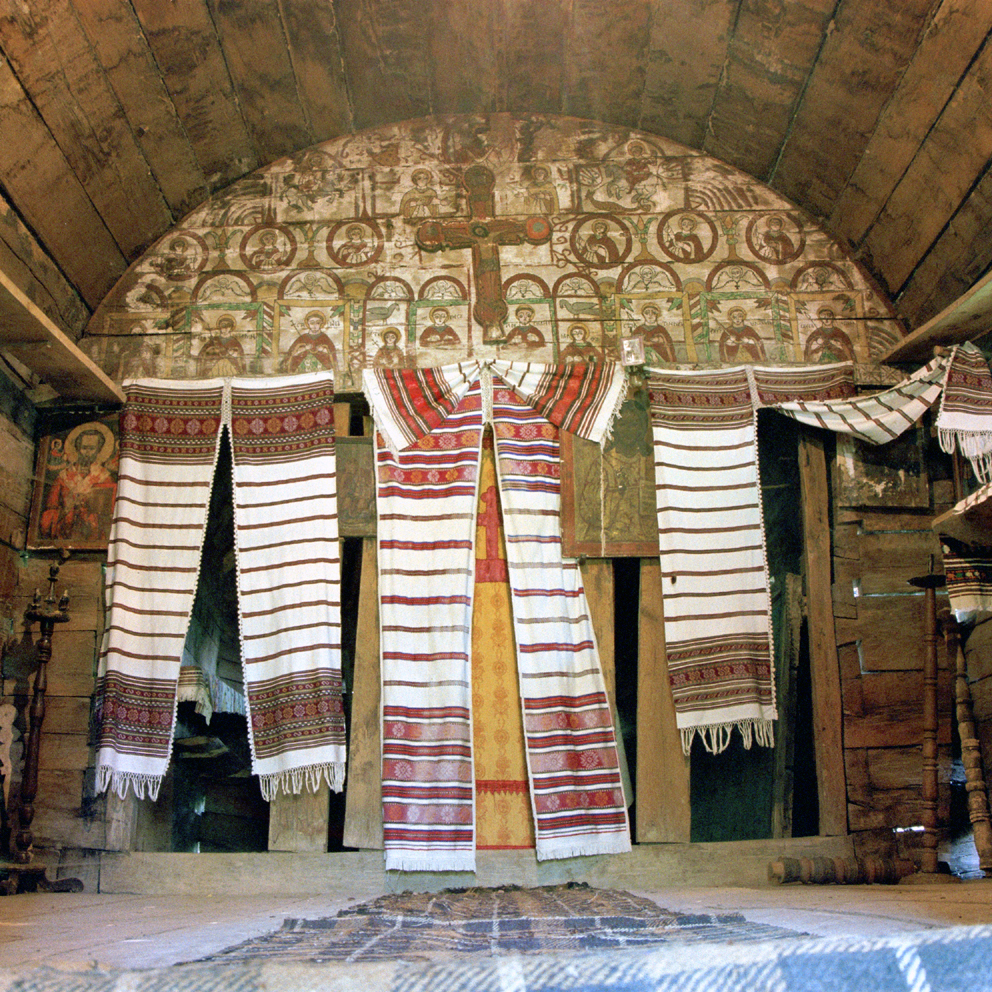
Iconostasul şi catapeteasma. Foto: 2002

Biserica de lemn din Marița-Funduri se află în localitatea omonimă din județul Vâlcea, în cătunul Funduri. Biserica a fost ridicată între anii 1556-1557 și poartă hramul „Cuvioasa Paraschiva”. Aceasta este una dintre cele vechi biserici de lemn de la sud de Carpați, datată ferm de o inscripție pe perete. Remarcabilă este tratarea catapetesmei, acoperită de desene zgăriate cu horjul și pictată în culori vii. Biserica este înscrisă pe noua listă a monumentelor istorice, LMI 2004:  VL-II-m-A-09805.

## Istoric
Începutul acestei biserici este fixat de o datare după era bizantină pe peretele de sud, în dreapta stâlpului ce leagă tinda de navă: „văleat 7065”, adică anul 1556/1557. 
Biserica a fost renovată în anul 2008.

## Imagini

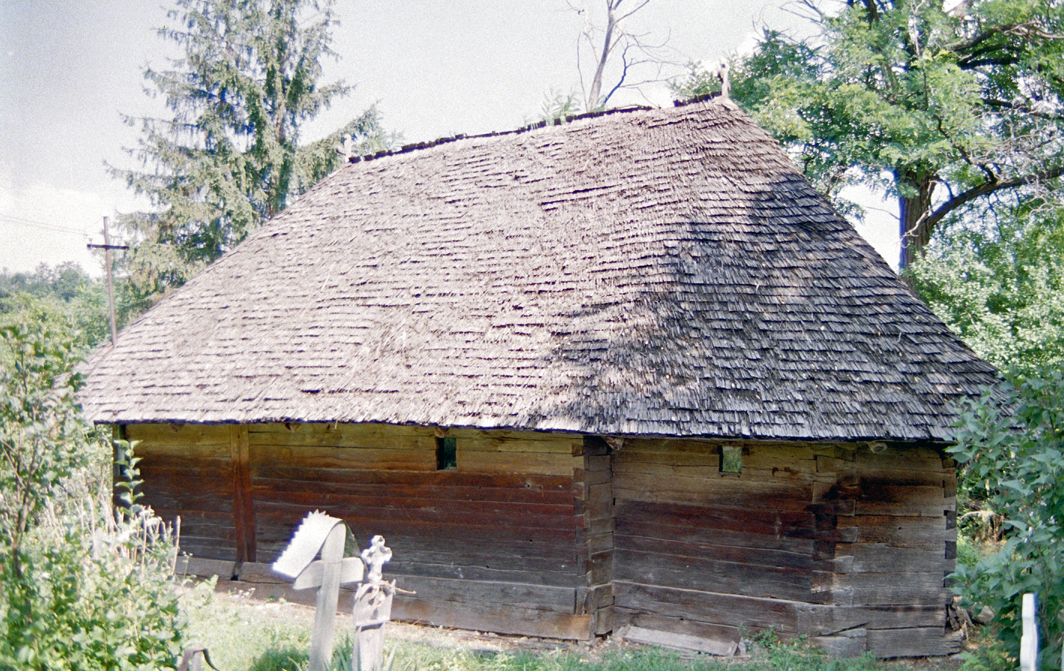
Latura de sud
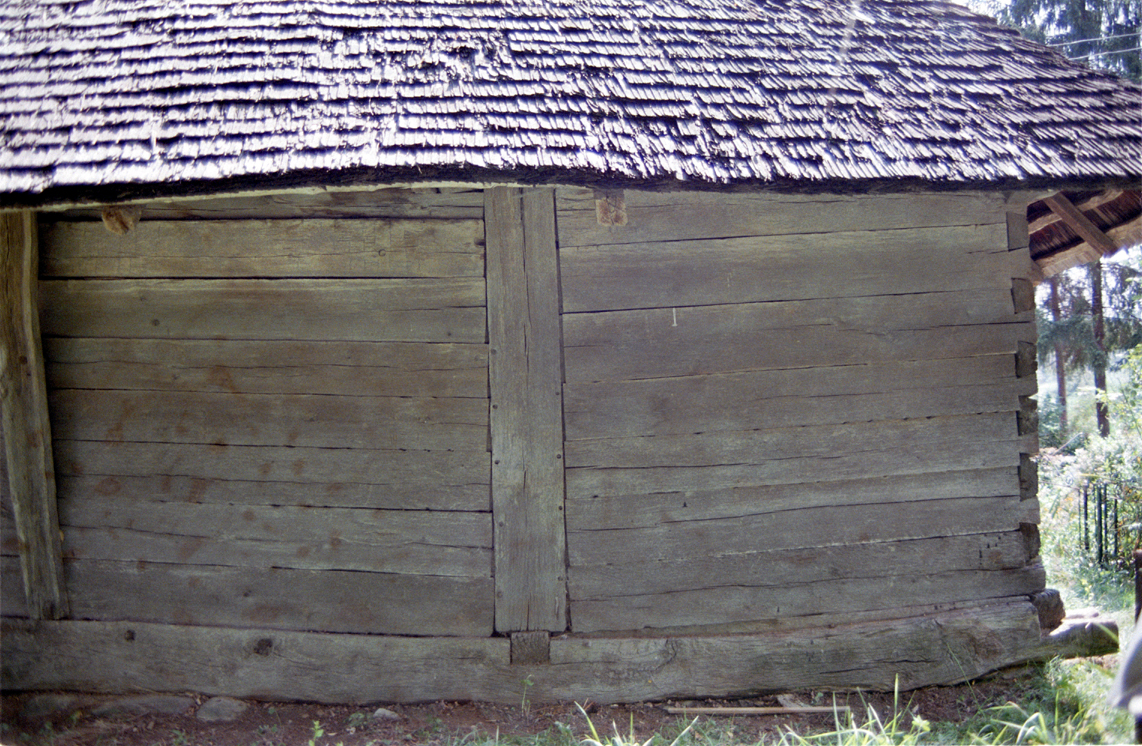
Latura de nord, adausul tindei
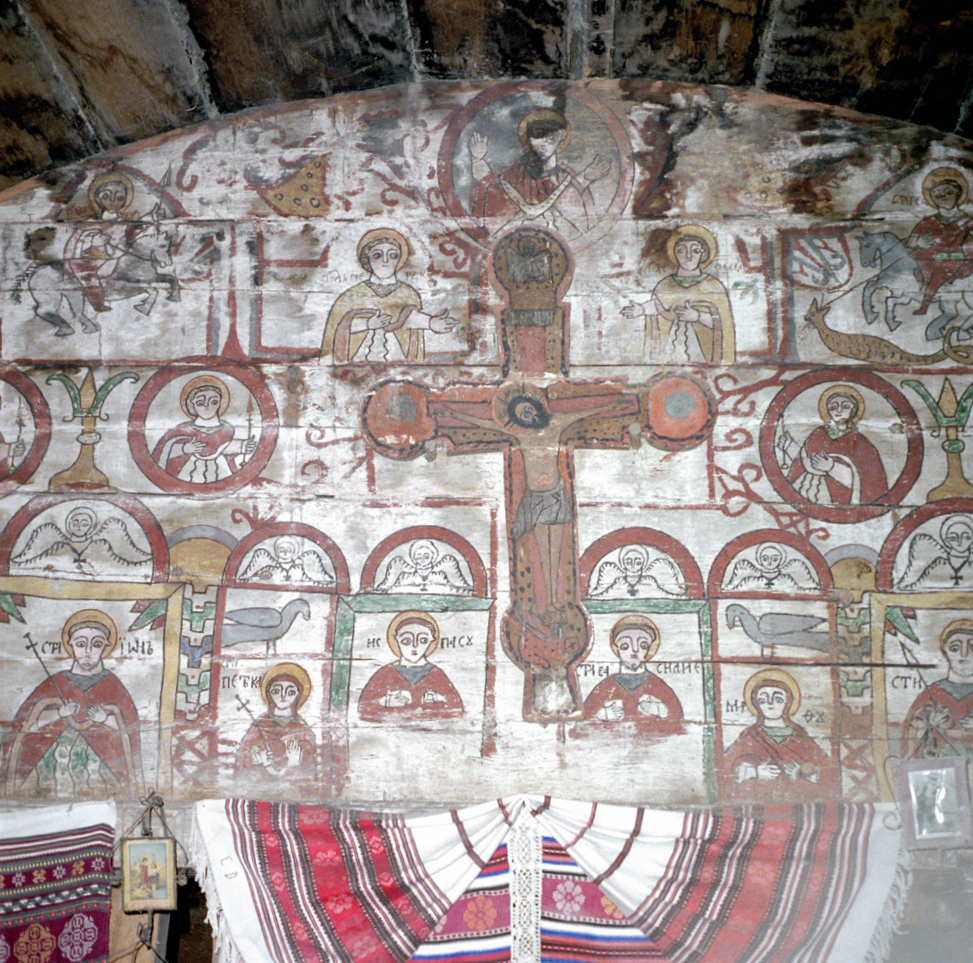
Catapeteasma, partea centrală